# Jaume Pasqual
Jaume Pasqual Coromines (Esparreguera, bisbat de Barcelona, 23 de juny de 1736 - 24 de setembre de 1804) fou doctor en dret canònic i civil, canonge regular premonstratenc al monestir de Bellpuig de les Avellanes on hi fou abat i més tard prior, i historiador conegut sobretot pels seus «Monumenta Cathaloniae».
Els seus pares, Jaume Pasqual i Rosa Coromines, persones honrades i d'arrelament esparguerí. Apreses les primeres lletres va passar al col·legi de pares predicadors de les Escoles Pies de Moià on estudià gramàtica i retòrica. Va continuar la seva carrera literària en la Universitat de Cervera, i el 1758 es va graduar de doctor en el dret civil. Estant practicant la facultat a la ciutat de Barcelona va sol·licitar entrar al monestir de Bellpuig, cosa que va verificar en 1759, i en el següent va fer la seva solemne professió. Va tornar després a la universitat a cursar dos anys de cànons. Restituït al seu monestir es va aplicar a l'estudi, la prèdica i la confessió.
A Bellpuig formà escola amb Caresmar i rebé encàrrecs i treballs de responsabilitat en representació del monestir. El sermó que publicà a la Seu d'Urgell el 10 de juliol de 1770 tingué una gran ressonància. Els treballs en arxius i els documents aportats al monestir acreixeren la fama de bon fer dels habitants de Bellpuig.
El 31 de març de 1802, s'aprovà col·locar una làpida sepulcral sobre la tomba de l'abat Caresmar, que Jaume Pascual s'oferí a fer gravar a càrrec seu i de la qual ell mateix va compondre l'epitafi que es pot llegir en la placa conservada. El 7 de març de 1790, dos mestres d'obres italians decidiren blanquejar l'església i el claustre, molt d'acord amb el gust de l'època, i aquest mateix any es pagà dos "homes de Barcelona" per aixecar un plànol del monestir.
En el segon trienni de Caresmar, Jaume Pascual fou elegit secretari del monestir, fou la seva mà dreta en els treballs més delicats d'arxiu i de representació. En el seu temps d'abat defensà els drets del monestir sobre el priorat de Bonrepòs, enfront de les pretensions del bisbe d'Urgell. En aquestes discussions, demostrà les seves qualitats de docte i indiscutible prestigi en lleis eclesiàstiques i civils.
La Gaceta de Madrid publicà una necrològica el 1805, en què es deia que 
| « | tenia un estudi profund en les ciències eclesiàstiques i una vasta i amena erudició que havia consagrat el millor de la seva vida, van fer cèlebre la seva persona, gran la seva opinió en el públic. El fruit de les seves diverses excursions literàries per Catalunya, Aragó i Navarra són un museu d'antiguitats el més complet i ric que es coneix en aquells països: el qual va ordenar per al seu ús, i hi ha al monestir, i una col·lecció de 12 toms titulada: Sacrae Cathaloniae antiquitatis monumenta, compilats de molts arxius públics i privats que va reconèixer, i il·lustrats amb diverses observacions crítiques i històriques, sense incloure algunes memòries com el diàleg sobre la làpida de Bonrepòs, el discurs sobre el priorat de Santa Maria de Meià, i l'altre ja imprès sobre l'antic bisbat de Pallars. Totes aquestes obres, si algun dia aconsegueixen la llum pública, manifestaran als amants de les antiguitats l'infatigable zel i erudició de l'autor. | » |

És molt digna segons el parer de Torres i Amat, el comentari escrit en català sobre la inscripció romana traslladada al priorat de la Mare de Déu de Bonrepòs. La pujà a coll des de Perolet, el prior Josep Pey canonge del mateix monestir de les Avellanes. Està en forma de diàleg entre el prior de Bonrepòs, el rector de Covet, i el canonge Pasqual. La inscripció és molt notable que traduïda diu: «Atilia Vera filla de Luci, dedicà aquesta memòria i estàtua a Luci Emili Patern fill de Luci, de la tribu Galèria que s'ho tenia ben merescut». Luci Emili Patern fou primerament soldat distingit de la primera centúria: després praefectus fabrum, i últimament centurió de la Legió VII Gèmina. D'aquí va passar a ser capità en la Legió I Minervia: després a capità de la Legió VII Clàudia, i després ho va ser també de la Legió XIII Gèmina. Va ser promogut a la Legió II Augusta, en què va ser centurió o capità de la Cohort 4a Pretòria dels 300, i a la mateixa va ser primus pili o coronel. Pel gran valor que va manifestar en diverses expedicions això és, dues contra la Dàcia, i una contra els parts, va ser premiat per l'emperador Trajà amb cadenes d'or, braçalets, phalerae o adorns per al seu cavall, i amb corona mural
dues vegades en la guerres dàcies, i una a les Guerres Pàrtiques.